# Шикутімі
Шикутімі (англ. Chicoutimi) — найбільш населений боро (арондісман) міста Сагне у провінції Квебек, Канада.
Розташований у місці злиття річок Сагне та Шикутімі. Упродовж XX століття став головним адміністративним і комерційним центром регіону Сагне-Ляк-Сен-Жан. У 2002 році включений до новоствореного міста Сагне, ставши його серцевиною та частиною п'ятого за величиною міського району провінції Квебек. За даними перепису 2021 року, населення становило 69 004 особи.

## Історія

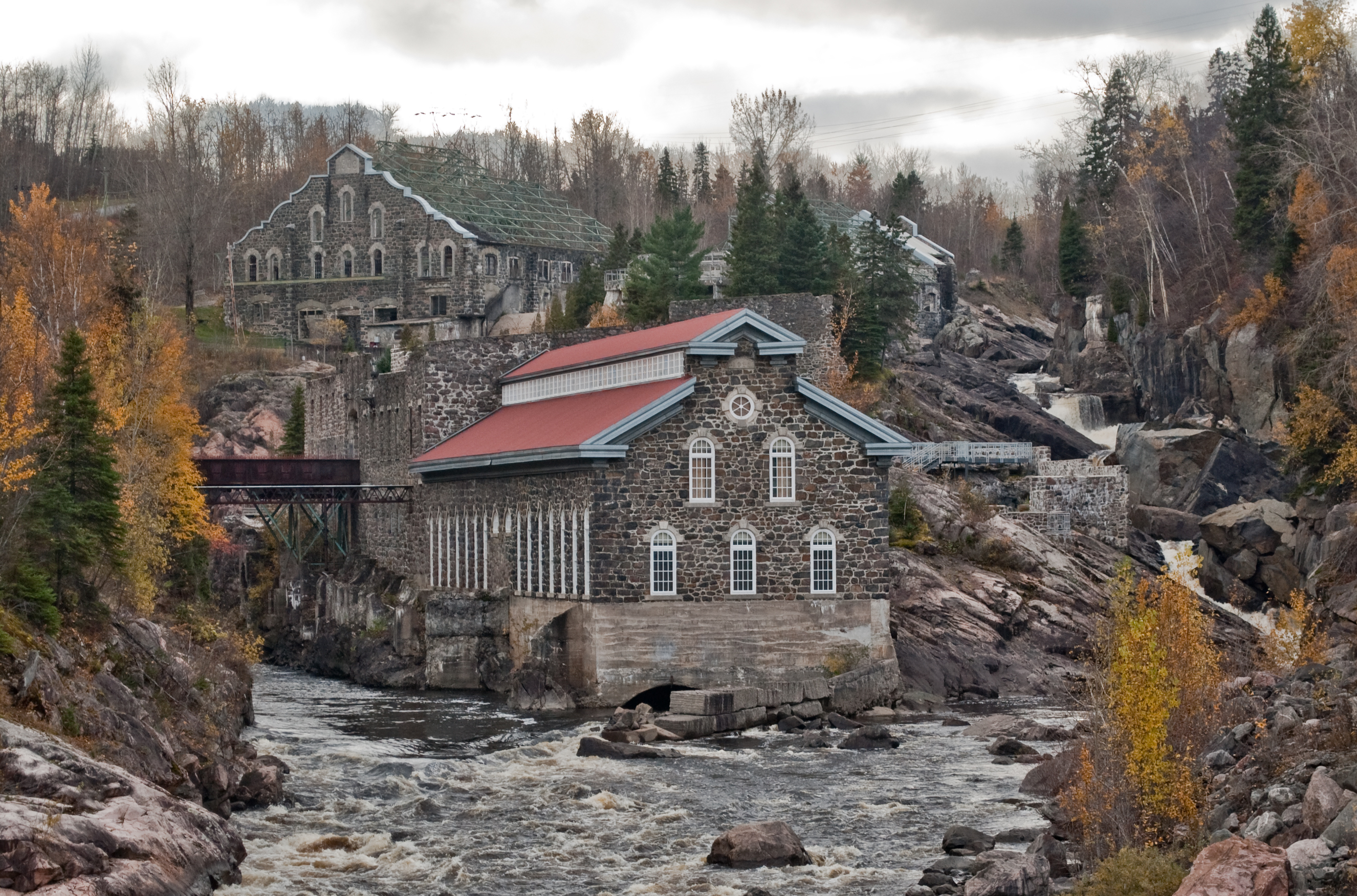
Старий целюлозний завод Шикутімі, промисловий комплекс початку 20-го століття, що діяв з 1898 по 1930 рік. Перетворений на музей

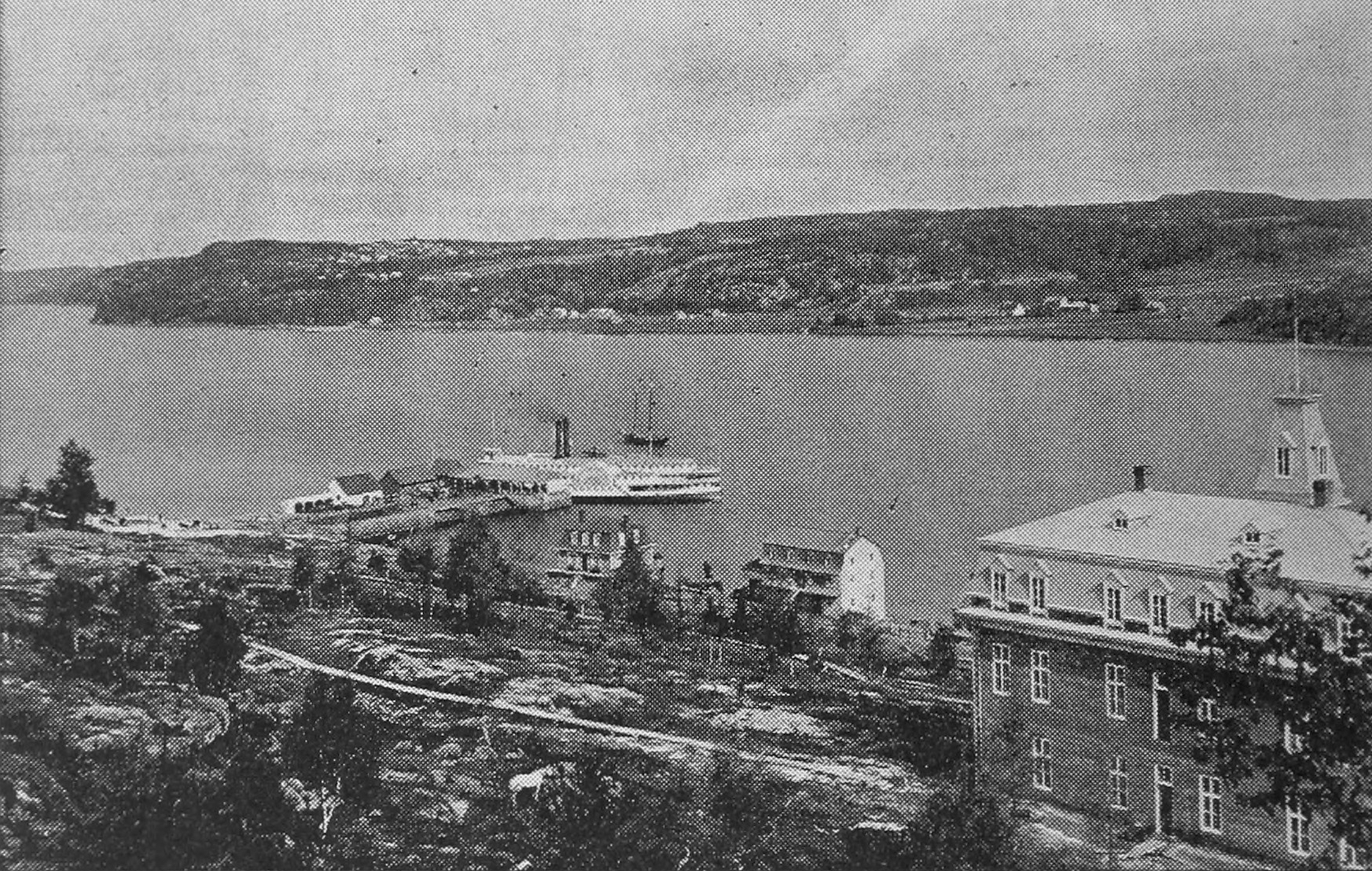
Шикутімі, 1893 рік

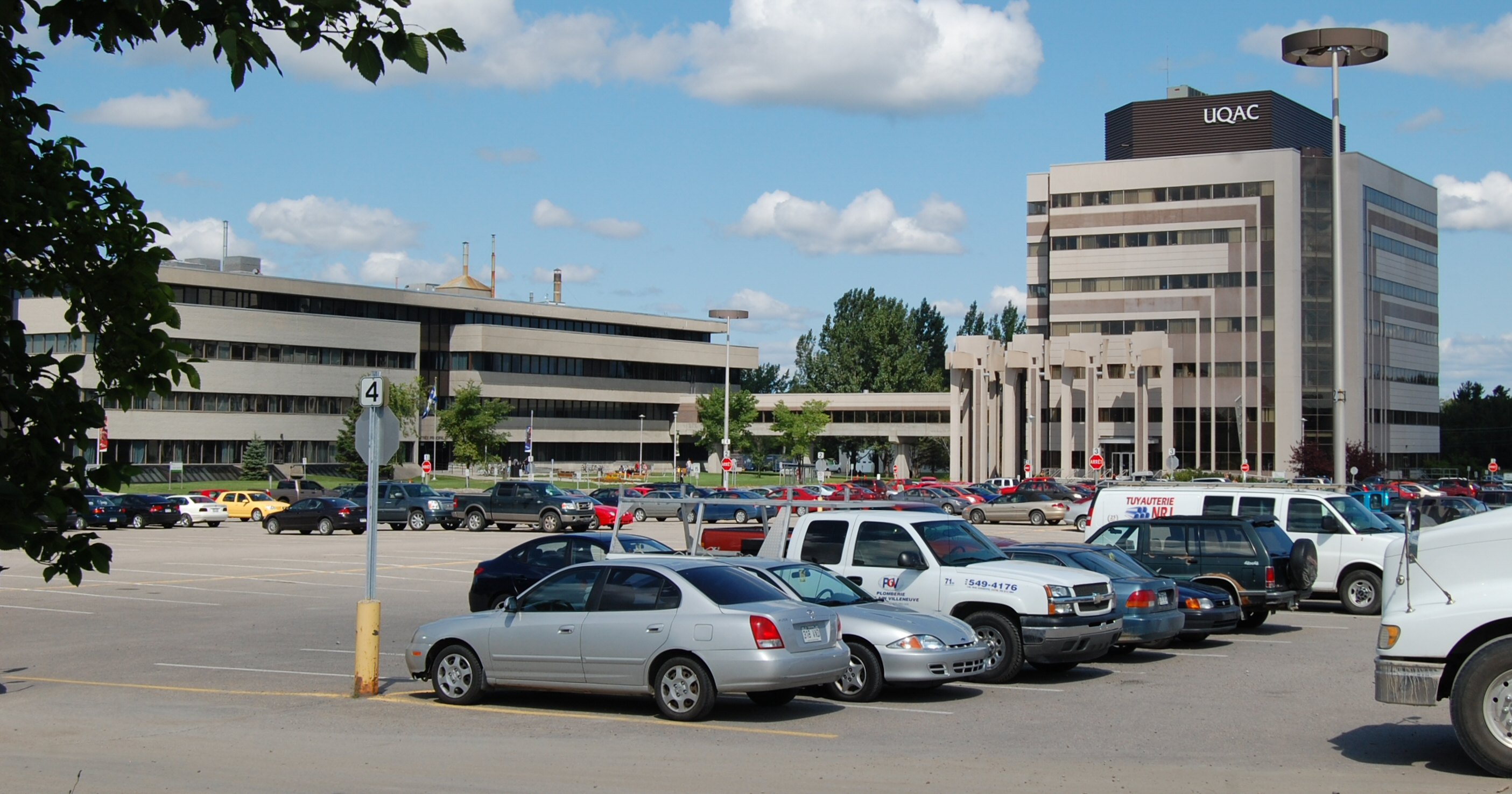
Головні будівлі Університету Квебеку в Шикутімі

Територія, яка згодом стала центром боро Шикутімі, вперше була заселена французькими колоністами у 1676 році як торгова факторія хутра. На той час річки Сагне та Шикутімі протягом століть використовувалися як водні шляхи племенами монтаньє. Назва Шикутімі походить з мови інну й означає «кінець глибокої води». Після того як Британія захопила Нижню Канаду, торгова факторія Шикутімі діяла до 1782 року, оскільки хутрова торгівля змістилася далі на захід за Великі озера.
Місто Шикутімі офіційно зареєстроване як муніципалітет у 1845 році Пітером Маклеодом, метисом та підприємцем у лісозаготівлі, який у 1842 році побудував там лісопильню. У 1855 році місто стало адміністративним центром округу Шикутімі, а в 1878 — центром Римо-католицької єпархії Шикутімі.
Прихід Канадської національної залізниці у 1893 році стимулював розвиток промисловости, зокрема виробництва целюлози. Залізниця також побудувала вокзал Шикутімі, який обслуговував місто до 1988 року. Компанія Chicoutimi Pulp Co. була заснована у 1896 році за підтримки франко-канадських інвесторів. До 1910 року паперова фабрика Шикутімі стала найбільшим виробником деревної маси в Канаді.
Після Великої депресії місто перетворилося на адміністративний і комерційний центр. Було створено нові освітні та культурні установи: у 1967 році — Консерваторія музики Сагне, а в 1969 — Квебецький університет у Шикутімі. У 1972 році місто приймало Літні ігри Квебеку.
У ході муніципальних злиттів 1976 року Шикутімі приєднало сусідні міста Шикутімі-Нор і Рів'єр-дю-Мулен. Під час масштабної реорганізації муніципалітетів Квебеку у 2002 році міста Шикутімі, Жонкьєр, Ла-Бе, Лак-Кеногамі, Латер’єр, Шипшо та частина Трембле об'єдналися у нове місто Сагне. Шикутімі став одним з його боро.
Улітку 1996 року рекордні опади спричинили сильну повінь у центрі міста та на околицях. Вийшли з ладу дамби, було зруйновано багато мостів у регіоні. Загальна вартість збитків склала 1,5 мільярда канадських доларів. Внаслідок стихії загинуло семеро людей.
Містом-побратимом Шикутімі є Камроуз, Альберта.

## Географія та міський ландшафт
Шикутімі розташований у регіоні Сагне-Ляк-Сен-Жан, на західному кінці фьорду Сагне; більшість території боро, включаючи центр міста, знаходиться на південному березі річки Сагне. Це географічний центр міста Сагне; боро Жонкьєр межує із заходу, а Ла-Бе — зі сходу. Шикутімі розташований приблизно за 200 кілометрів на північ від міста Квебек і за 126 кілометрів на північний захід вгору по течії від Тадуссаку, на злитті річки Святого Лаврентія. До колишніх міст, що нині входять до складу боро Шикутімі, належать Шикутімі, Латер’єр, Кантон-Трембле, Шикутімі-Нор і Рів'єр-дю-Мулен. Всі вони зберегли свої назви як райони (wards) у складі об'єднаного міста.

Ландшафт Шикутімі включає пагорби, долини та рівнини, з більш крутими ділянками рельєфу поблизу річки Сагне. Дві основні геофізичні особливості — це грабен Сагне, тектонічна рифтова долина у Лаврентійських висотах, де розташоване місто, та фьорд Сагне — льодовиком сформовані крутосхилі береги річки Сагне. Гора Валін (Mont Valin), висотою 980 метрів, є найвищою вершиною регіону та височіє над Шикутімі за 30 кілометрів на північний схід. Річки Шикутімі, Дю-Мулен і Валін впадають у Сагне саме на території Шикутімі.

## Культура

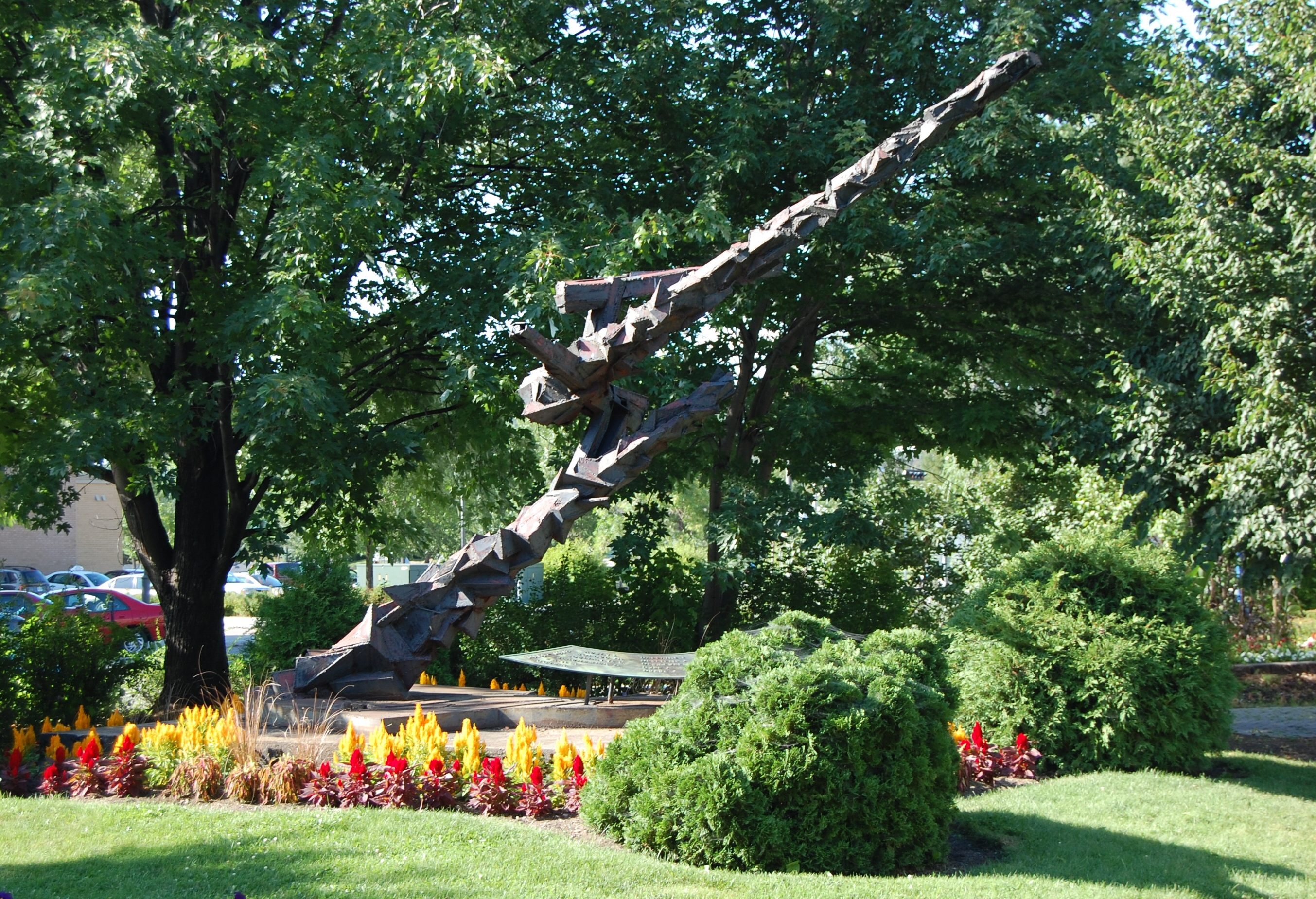
Кенотаф Армана Вайланкура в Шикутімі

### Спорт
З 1973 року місто є домом для хокейної команди Chicoutimi Saguenéens, яка виступає в Квебекській головній юніорській хокейній лізі. Її домашньою ареною є Centre Georges-Vézina.
Cycles Devinci, відомий виробник велосипедів, розпочав свою діяльність у Шикутімі в 1987 році.

### Професійні хокеїсти з Шикутімі
- Люк Дюфур(інші мови)
- Джонні Ганьйон
- Лео Годро(інші мови)
- Сільвен Локас(інші мови)
- Джон Смрке(інші мови)
- Жорж Везіна

## Право та врядування
Жителі Шикутімі представлені на трьох рівнях влади. На муніципальному рівні — це міські радники, обрані від окремих округів, та мер, якого обирають загальним голосуванням у межах міста Сагне. На провінційному рівні — два депутати до Національних зборів Квебеку, які представляють виборчі округи Шикутімі та Дюбюк. На федеральному рівні інтереси мешканців представляє депутат Палати громад Канади, обраний у федеральному окрузі Шикутімі—Ле-Фьорд.

## Міжнародні відносини

### Міста-побратими
- Ангулем, Франція[4]

## Знатні люди
- Мерилін Бержерон(інші мови)
- Джонні Ганьйон
- Крістіан Ґенест(інші мови), професор статистики, Університет Макгілла
- Джон Крісфалузі
- Кевін Ламберт(інші мови), письменник
- Рене Сімард(інші мови)
- Шарль Сіруа(інші мови)
- Томас-Луї Трембле(інші мови)
- Жорж Везіна
- Артур Вільньов(інші мови)
- Елізабет Вонарбур, автор
- Жанік Фурньє(інші мови), співачка та переможниця конкурсу Канада має талант(інші мови) (сезон 2(інші мови))